# 파로 FC
파로 FC는 부탄의 축구단으로 현재 부탄 프리미어리그에 참가하고 있으며 부탄 프리미어리그 최다 우승팀이다.

## 우승
- 부탄 프리미어리그: 2019, 2021, 2022, 2023

## 선수 명단

### 현역
- 예쉬 도르지(2020 ~ )

## 역대 감독
| 감독          | 임기 |
| ------------- | ---- |
| 푸팔랄 샤르마 | 불명 |